# Branche postérieure des nerfs spinaux
Les branches postérieures des nerfs spinaux sont les divisions terminales des nerfs spinaux qui se forment en même temps que leur branche antérieure après leur sortie du foramen intervertébral.
Les branches postérieures se dirigent vers l'arrière à l'exception de celles du premier nerf spinal cervical, des quatrième et cinquième nerfs spinaux sacrés et du nerf spinal coccygien.
Elles donnent une branche latérale, une branche médiale et une branche intermédiaire.
La branche intermédiaire innerve les muscles épineux et le muscle longissimus.
La branche latérale innerve le muscle ilio-costal.
La branche médiale innerve les autres muscles épaxiaux : les muscles splénius, sous-occipitaux, transversaires épineux, interépineux et intertransversaire ainsi que les articulations zygapophysaires.

## Zone d'innervation
Les branches postérieures transportent des informations motrices viscérales, motrices somatiques et sensorielles vers et depuis la peau et les muscles profonds du dos. Les branches postérieures restent distinctes les unes des autres et chacune innerve une étroite bande de peau et de muscle le long du dos, plus ou moins au niveau à partir duquel la branche quitte le nerf spinal.